# Benzinho
Benzinho (Engelstalige titel: Loveling) is een Braziliaans-Uruguayaanse film uit 2018, geregisseerd door Gustavo Pizzi.

## Verhaal
Irene is getrouwd met Klaus en heeft vier zonen terwijl ze ook nog eens haar zus Sônia opvangt die haar man verlaten heeft. Ze probeert eindelijk haar middelbare school af te maken en haar man tijdens de financiële crisis te steunen. Hun oudste zoon, de zestienjarige Fernando wordt aangenomen bij een professioneel handbalteam in Duitsland waardoor ze er op enkele dagen tijd voor moet zorgen dat hij zelfstandig zal kunnen reizen en leven.

## Rolverdeling
| Acteur              | Personage |
| ------------------- | --------- |
| Karine Teles        | Irene     |
| Otávio Müller       | Klaus     |
| Adriana Esteves     | Sônia     |
| Konstantinos Sarris | Fernando  |
| César Troncoso      | Alan      |

## Release
Benzinho ging op 18 januari 2018 in première op het Sundance Film Festival in de World Cinema Dramatic Competition.